# 필리핀의 역사
필리핀의 역사는 2007년 칼라오 원인이 발견됨으로써 적어도 67,000년 전부터 시작되었다고 추측되고 있다. 네그리토 부족이 작은 섬에 최초로 거주를 시작했다. 그리고 여러 무리의 오스트로네시아인들이 이 섬에 이주를 했다.
스페인의 침략기, 스페인 식민지 시대(1565년 - 1898년), 미국 식민지 시대(1898년 - 1946년), 독립 이후의 시대(1946년 - 현재)로 크게 구별할 수 있다.
과거 필리핀 섬에는 여러 부족국가들이 혼재하여 존재하였고, 19세기 스페인으로부터 독립을 이루어낼 때까지 단 한번도 통일된 국가가 건립된 이력이 없다. 따라서 오늘날 필리핀의 민족성을 이룬 시기는 스페인으로부터 독립을 이루고 난 뒤이며 이러한 필리핀의 민족성은 나아가 민주화를 이룬 뒤에 더욱 공고해져 오늘날에 이르고 있다.

## 선사 시대

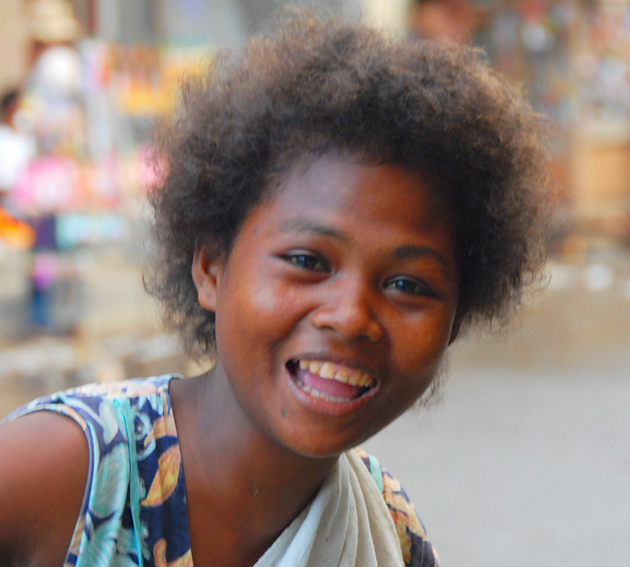
보라카이의 아티족 여인

카가얀주 페냐블라카의 칼라오 동굴에서 67,000년 전 아시아에서 가장 오래된 호모사피엔스인 칼라오 원인의 인골이 출토되었다.
팔라완주의 타본 동굴에서 발견된 약 1만 6500년 전의 것으로 보이는 타본만 인골과 석기, 박쥐나 작은 포유류 뼈 등이다.:10 인골은 옹관에 담긴채 매장되어 있었으며, 이것을 중국 풍습의 영향으로 여기는 학자들이 있다. 또한 리살주에서는 기원전 3000년 이전의 앙고노 암각화가 발견되었다. 이 암각화를 남긴 사람들은 네그리토나 오스트로네시아어족보다 먼저 필리핀에 살고 있었던 사람들이라고 추측된다.

### 네그리토의 도래
후대에 입도하여 살기 시작한 사람들을 제외하면, 필리핀 섬에 처음 들어와 살기 시작한 사람들은 네그리토로 간주된다. 그들이 섬에 도착한 시기는 약 2만년 전이라고 생각하는 사람들이 있지만, 네그리토가 언제부터 섬에서 살았는지는 알 수 없다. 네그리토는 전통 오스트레일리아 인종으로 생각되었지만, 유전자 연구에 의한 오스트라로이도 요소를 포함하는 새로운 몽골로이드라는 결과가 학계에 보고된 적이 있다.:15

### 오스트로네시아인의 도래
네그리토를 이어, 오스트로네시아 어족의 한갈래인 말레이 폴리네시아 어족이 기원전 4000년경에 도래하였다.
 처음에 네그리토인은 해안에 살았지만, 말레이계 사람들에게 쫓겨 산악 지대로 이주하여 살게 되었는데, 말레이계 주민은 제철과 관개 기술을 가지고 있어 원시적인 문화를 영위하던 네그리토보다 강하였기 때문이었다.

### 인도 문화의 도래
서기 300년부터 700년경에는 동남아시아의 섬에서 해양 민족이 활약하고 있었으며, 이 해양민족은 인도 문화권의 불교 및 힌두교의 영향을 받은 것으로 보인다. 특히 수마트라의 스리비자야 왕국과 자바섬의 마자파힛 왕국(모두 현 인도네시아)은 교역을 통하여 문화의 원천이 되었고, 필리핀에도 소개되었다. 때문에 오늘날 필리핀의 모국어인 타갈로그어에는 산스크리트어를 어원으로 하는 단어가 많다.

## 고대

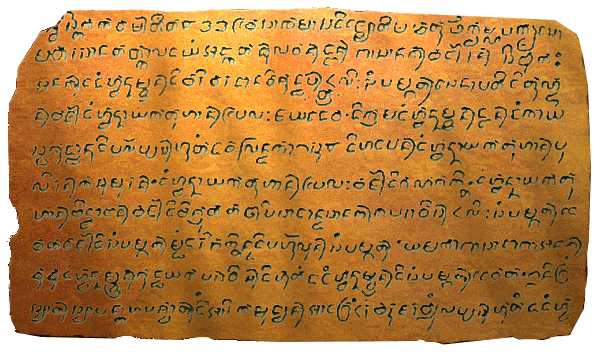
라구나 동판 비문: 톤도 왕조에서 사용된 가장 오래된 법률문서

고대 필리핀에 대한 정보는 동남아시아 여러 지역 중에서도 매우 적다. 이것은 필리핀이 유라시아 대륙에서 먼 곳에 자리하고 있기 때문에 역사적으로 유라시아 대륙의 민족들과 이루어진 소통이 거의 없었다는 사정이 포함된다. 또한 필리핀은 열대 지방이기 때문에 생물학적 유물이 썩어 남아있지 않으므로 고고학적인 연구가 이루어질 수 없는 이유 또한 있다. 따라서 역사 연구가들 중에는 "필리핀은 스페인 시대 이전에 자랑스러운 역사가 없다"고 단정하는 학자들도 있다.

### 톤도 왕국
그러나 이 시대의 모습을 엿볼 수 있는 자료가 전혀 없는 것은 아니다. 1990년, 루손섬의 라구나 호수에서 사카 달력이 발견되었는데, 822년 (서기 900년)의 날짜가 들어있는 〈라구나 동판 비문〉이라는 금속판이 발견되었다.
필리핀은 지리적 위치 덕분에 고대로부터 해상 무역이 활발했으며, 900년에는 마닐라만을 중심으로 한 톤도 왕국이 중국과 해상 무역을 하여 번성했다. 이후 중국이 해상 무역을 금하자, 밀수와 연관된 역할을 했다. 이 시기에 장관급 채무면제 증서를 앙카탄 부인과 남와란의 아들인 그녀의 오빠인 부카에게 증여를 했다. 이것이 필리핀에서 가장 오래된 고문서인 라구나 동판 비문의 내용이다.
이것은 초기 ‘카위 문자’에 속하는 문자로 쓰여진 일종의 재판 기록이며, 이 기간에 필리핀에 어느 정도의 문명사회가 있었다는 것을 증명하기에 충분한 것이었다. 그러나 출처가 그다지 명확하지 않고, 진위 여부는 확실하지 않다.

또한, 사용 시작 시기는 불명확하지만, 1603년 스페인의 보고서에 의하면, 당시 필리핀의 일부가 ‘바이바이인’이라는 문자를 사용하고 있었다고 증언했다.
청나라 때의 사서 《문헌통고》(文獻通考)에 의하면, 982년 필리핀으로 추측되는‘마일국’(摩逸國)이라는 국가의 상인들이 교역품을 실어 광저우를 방문했다고 한다. 또한 1225년에 지어진 《제번지》(諸蕃志)에서는 이 시대의 ‘마일’사람은 무명천으로 몸 전체 또는 아래쪽을 가리고 있으며, 청동신상을 초원에 두고 있어 중국과 아랍 국가와 물물교환 무역을 하고 있다고 설명하고 있다. 때문에 필리핀의 언어에는 중국어에서 유래된 것으로 여겨지는 경제 용어도 많다. 14세기 《도이지략》(島夷誌略)에서도 마닐라를 의미하는 ‘마리’(麻里)라는 지명이 확인된다.
14세기 후반에는 이슬람교가 필리핀의 일부 지방들에 전파되기 시작했다. 술루 제도는 수마트라에서 온 라자 바긴다 알리가 정립했고, 1450년경에 팔렘방에서 온 아부 바쿠르가 술루 왕국을 건국했다. 또한, 필리핀 남부 민다나오에는 조호에서 대사 카푼스완이 와서 마긴다나오 왕국을 건국했다. 모두 수마트라에서 유력 이민자가 현지의 유력 인사들과 혼인을 통하여 이룩한 왕조이다.
15세기 무렵의 지도 《혼일강리》(混一疆理) 역대 도읍을 그린 지도에는 필리핀 근처에 많은 섬이 그려져 있고, 그 중에는 ‘마리노’(麻里魯)라고 읽히는 섬이 있다. 1433년에는 네그로스섬의 수장 카란찌아오가 형법을 제정했다고 알려져 있지만, 그 진위여부에 대해서는 명확하지 않다.
15세기 후반에는 말라카를 중심으로 한 무역이 활발해졌다. 인도 말라바, 코로만델, 구자라트와 자바와 더불어 루손에서도 많은 상인들이 말라카를 방문하여 무역을 했다.
16세기 스페인이 도래하기 직전, 루손은 브루나이의 영향으로 많은 도시가 존재했다. 그곳의 수장 몇몇은 브루나이 술탄의 딸들을 아내로 맞았다. 대도시 마닐라에는 약 6000명의 주민이 거주하던 마을이 있었고, 그 외 남서부에는 해안 도시들이 있었다. 주요 교역 품목은 수출품으로 금, 밀랍, 꿀, 소목이 이었고, 수입품은 도자기, 직물, 금속 제품, 일용 잡화 등 이었다. 수입된 철강 제품은 다시 가공되었다. 도자기는 〈송호록〉(宋胡録) 등 중국과 동남아 각지의 제품이 확인되고 있다.
또한 필리핀은 ‘바랑가이’이라는 수십 가구를 단위로 하는 마을이 많이 있었다. ‘바랑가이’라는 단어는 ‘배’를 의미하는 말레이어에 그 유래를 두며, 이를 감안하면 초기 필리핀인들은 말레이시아에서 온 표류 집단이라고 볼 수 있고, 따라서 초기 필리핀인들인 네그로스는 혈연적으로 말레이인들과 동족집단이었다고 추정된다. 더불어 바랑가이는 마을과 국가간 또는 마을과 마을 간 상호 교역이 이루어졌었지만, 특정 국가의 지배 아래에 있던 마을이 아니었다.

## 스페인 식민지

### 스페인 식민지

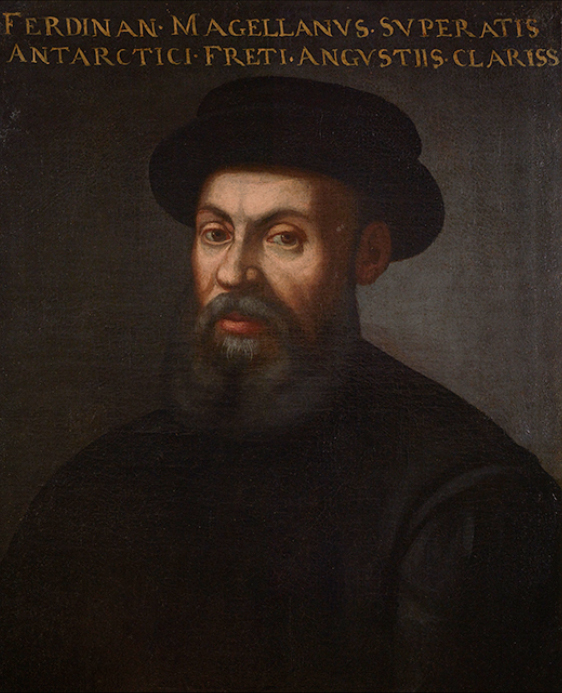
페르디난드 마젤란은 1521년 필리핀에 도착했다.

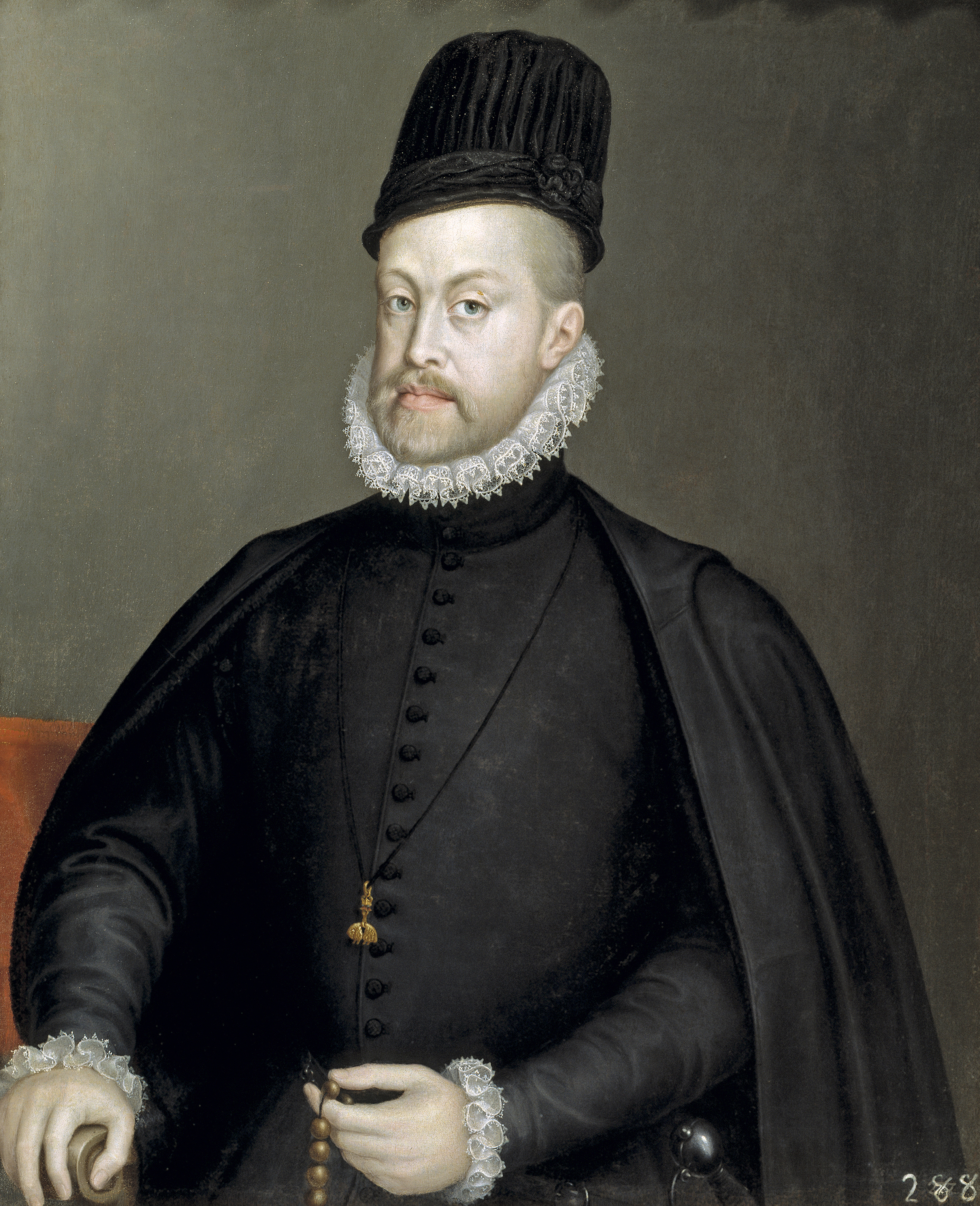
펠리페 2세. 이름을 따던 사람.

필리핀에 최초로 도달한 서구문명(스페인)의 사람은 1521년에 필리핀 섬에 도착한 페르디난드 마젤란과 그와 같은 배에 타고 있던 승무원들이다. 그러나 그들의 입도는 필리핀의 민족들과 섬을 지배하겠다는 목적을 지닌 류의 방문이 아니라 어디까지나 도착 그 자체였다. 그러나 마젤란은 곧 생각을 바꾸어 갑옷과 창, 화승총, 대포 등의 강력한 무기를 앞세워 필리핀의 여러 인사들을 겁박하며 스페인 왕에 복속하도록 강요하면서 조공과 기독교로 개종할 것을 요구하였다. 세부섬의 왕이었던 라자 후마본은 처음으로 기독교로 개종한 필리핀인으로 알려졌으며, 스페인은 그를 위시하여 다른 부족국가들의 왕에게 스페인에 대한 복종과 기독교에 귀의할 것을 요구하였다. 그러나 이슬람의 문화가 강하던 필리핀 남부의 부족장 라푸라푸는 이를 거절했다. 마젤란은 격노하여 1521년 4월 27일, 라푸라푸와 그 부족을 토벌하기 위해 막탄섬에 군대를 파견했다. 그러나 라푸라푸 군은 스페인 병사의 상체와 머리는 갑옷과 투구로 단단히 무장을 한 것에 비하여 다리는 방비가 되어 있지 않은 것을 보고는 교묘한 전술로 마젤란 군을 물리쳤고 마침내 마젤란도 살해했다. 때문에 막탄 전투에서 주장을 잃은 마젤란의 부하들은 후퇴를 해야했다.
그 후 수십 년 동안 스페인 본국은 여러 탐사대를 필리핀 제도에 파견하였다. 1543년은 러이 로페스 데 비야로보스가 필리핀 섬에 탐사대를 이끌고 갔다. 그는 사마르와 레이테섬을 펠리페 2세의 이름을 따서 라스 이슬라스 필리피나스(Las Islas Filipinas)라고 이름을 지었는데, 이 이름이 이후 스페인 점령기에 전 제도로 확산되어 오늘날 필리핀이라는 섬이름이 탄생하는 근거가 되었다. 스페인은 1529년 필리핀의 영유를 사라고사 조약을 통해 포르투갈로부터 인정을 받았지만, 실제로 세부섬에 식민지 기지를 건설한 때는 1565년이었다. 식민지화가 추진된 때는 미겔 로페스 데 레가스피가 1565년에 멕시코에서 출발하여 세부에 도착하여 최초의 유럽인 거주지를 세운 때였다. 배 다섯 척과 500명의 병사들 그리고 아우구스투수 수도승들로 이루어진 항해단은 유럽인 거주지를 세웠고, 1567년에는 200명의 병력이 추가되었다. 결국 그들은 섬내에 있던 포르투갈 출신의 세력들을 축출하였고, 필리핀 제도에 식민지의 기반을 세웠다. 1571년, 스페인은 마닐라 왕국과 톤도 왕국을 정복하였고, 스페인령 동인도의 수도로 마닐라를 세웠다.
레가스피는 마닐라에 요새를 건설하였고, 톤도 왕국의 라자(왕)인 라칸 둘라와의 우호관계를 뒤집었다. 그러나 마닐라의 전 통치자 라자 술라이만은 레가스피에 굴복하기를 거부했지만, 라칸둘라의 또는 북쪽의 팜팡안이나 팡가시안 지역 세력의 지지를 얻지는 못했다. 술라이만과 필리핀 전사들이 스페인 제국 병사들을 방쿠사이 전투에서 습격했을 때, 결국 그는 패배했고 죽임 당했다.
스페인인이 귀국하는 길에 필리핀에서 멕시코로 향하는 항로를 발견(당시에는 바람이 동력원이 되는 범선으로  항해했기 때문에 바람의 방향이 항해에 중요하였는데, 때문에 섬으로 올때 따르던 항로를 되짚어 되돌아갈 수는 없었다)하고, 멕시코와 필리핀을 오가는 갤리온 무역이 시작되었다. 그러나 포르투갈이 필리핀 원주민에게 최초의 거점인 세부에서 쫓겨나 본격적인 지배를 시작할 수 있었던 것은 1571년 마닐라 시 설치였다. 정복된 필리핀 원주민은 식민지 시대 초기에는 엔코미엔다 제도 아래에서 스페인 정복자에 의해 부과받은 부과금 권한과 부역 징발권과 교환에 스페인인은 필리핀 원주민들에게 가톨릭 선교를 의무적으로 요구했지만, 엔코미엔다 제도는 원주민들에게 타격이 컸기 때문에, 17세기 전반에 폐지되었다.
광대한 스페인 제국 속에서 필리핀 총독령은 멕시코시티를 근거지로 하는 누에바 에스파냐 부왕령의 일부가 되었고, 누에바 에스파냐 부왕 아래 총독을 우두머리로 하는 행정 조직이 체계화되고, 주(아루카루데), 도시(푸에블로), 마을(바리오, 바란)이 행정 구역으로 재편되고 총독의 권력을 감시하기 위하여 아우디엔시아가 있었다.
스페인은 당초 토르데실라스 협약에 저촉하지 않고 향신료가 생산되는 곳을 찾아 필리핀을 정복했지만, 필리핀에서 예상한 향료는 발견되지 않았기 때문에, 교역중계지로서 취급하게 되었다. 1573년 처음으로 중국 교역품이 멕시코까지 수출되는 갤리온 무역이 시작되었다. 갤리온 무역은 계절풍을 이용하여 1년에 1척의 갤리온이 마닐라에서 멕시코 아카풀코까지 태평양을 횡단했다. 아카풀코에서 산을 넘어 카리브해 연안의 베라크루즈까지 중계를 하여 아시아 물품을 유럽까지 보냈다. 또한 1581년과 1582년에 마닐라에서 남미 페루 부왕령의 칼라오까지 갤리온이 보내졌지만, 페루와 마닐라의 무역은 1631년에 금지되었다. 갤리온 무역에서 스페인의 결제는 멕시코 실버가 사용되었다.
스페인의 후안 곤살레스 데 멘도사는 1585년 출판된 〈차이나 대왕국지〉( Historia de las cosas más notables, ritos y costumbres del gran reyno de la China)에서 당시 필리핀에 대해서도 언급했다. 그에 따르면 중국에서 필리핀에 비단과 도자기 등이 매우 싸게 들어오고, 필리핀에서 중국으로 금 제품과 스페인 은화 등이 지급되었다. 또한 명대의 문인 장섭은 1617년 〈동서양고〉(東西洋考)에서 "필리핀에서 들어온 물건에 필리핀 산은 하나도 없고, 오랑캐의 은화뿐이다"라고 적고 있다.
스페인들이 들어온 직후 침투한 화폐 경제로 원주민들은 금세 거주지를 빚 대신 주었고, 스페인 정착민도 늘었다. 1578년에는 인근의 유력한 이슬람 국가인 브루나이가 스페인에게 패하면서 이슬람 세력의 힘이 약화되었다. 1587년에 마닐라 근교에서 수장들이 반란을 계획했지만, 이듬해 발각되어 몇 명이 교수형을 당했다. (톤도의 모의) 당시 스페인에서 포교하고 있던 가톨릭 교회는 스페인 본국에서 송금이 적었기 때문에, 갤리온 무역의 수익이 중요한 자금원이 되었다. 그로 인해 화폐 경제의 침투를 막을 수는 없었다. 스페인은 황무지를 적극 개척해 나갔고, 노동력은 필리핀 원주민을 의지했고 결과적으로 스페인의 토지 지배가 진행되었다. 또한 신자들이 유언으로 토지를 교회에 기부하기도 하면서 스페인 점령 말기에는 전체 경작지의 7% 정도를 차지하게 되었다.
1592년, 도요토미 히데요시에 의해 주인선 무역이 이루어져 일본이 스페인 상인을 상대로 하는 무역이 발전했다. 무역에 종사하는 많은 일본인들이 동남아로 옮겨 각지에서 일본인 마을을 형성되었고, 필리핀 마닐라 등에도 일본인 마을이 만들어졌다. 1570년에는 20명 정도였던 일본인 거주자도 17세기에는 1500명, 전성기에는 3000명이나 되었다. 영주였던 타카야마 우콘도 일본에서 추방되어 그곳에서 생을 마감했다. 그러나 1633년부터 순차적으로 시행된 일본의 쇄국령으로 이러한 도시는 쇠퇴했다.
갤리온 무역의 진전에 따라 중국인과 일본인이 이주했고, 또한 흑인이 누에바 에스파냐에서 유입되어 마닐라 성 밖에 거주 지역이 마련되었다. 특히 중국인들은 갤리온 무역과 필리핀 식민지 경영에 있어서 결정적으로 중요한 역할을 했다. 1637년에는 중국의 인구는 약 2만 명에 달했다. 17세기부터 18세기에 걸쳐 필리핀 총독에 의한 탄압도 있었지만, 중국인은 현지 여성과 통혼하고 메스티소(혼혈)라는 사회 계층을 만들며 필리핀 사회에 동화되었다. 18세기 중반의 세 번에 걸친 중국인 추방령 발령 후 중국계 메스티소는 지방의 상업에 진출했지만, 19세기 마닐라 개항 후 총독부의 중국인 이민 장려의 영향으로 새로이 이민 온 중국인 상인들이 기존에 있었던 중국계 메스티소를 대신했다.
필리핀은 세속 교회보다 수도회의 진출이 선행되었지만, 수도회도 갤리온 무역에 적극적으로 참여하여 필리핀 식민지 경제를 지원했다. 그러나 전반적으로 고온다습한 가혹한 기후 조건과 먼 지리적 환경에, 경제적인 매력의 부족으로, 스페인에서 필리핀으로의 이주는 진행되지 않았다.
스페인은 필리핀 식민지화 과정에서 필리핀 전역을 식민지화 하지는 못했다. 특히 남부 홀로섬과 민다나오의 이슬람 세력은 스페인에 대해 완강하게 저항하였고, 300년 이상에 걸쳐 모로 전쟁이라는 스페인과 이슬람 세력 간의 항쟁이 계속되었다. 또한, 스페인 지배 지역에서도 가톨릭으로 개종한 원주민의 반란이 잇따랐다.
17세기에 들어서면서 정치적으로 스페인과 맞서 동아시아 활발히 진출했던 네덜란드 연합 동인도 회사에 의한 필리핀 공격이 1610년과 1660년에 간헐적으로 이루어졌다. 누에바 에스파냐 부왕령 정부는 네덜란드에 의한 필리핀 공격으로부터 방어 비용을 부담했다. 1603년에는 마닐라에서 첫 번째 중국인 반란이 일어났다. 1621년부터 1621년에 걸쳐 반카우 반란이 일어났다.
18세기에 접어들면서 7년 전쟁 중에 있는 1762년에 그때까지 필리핀과의 밀수를 계속하고 있던 영국 동인도 회사에 의해 마닐라가 점령되었다. 영국인은 1764년에 필리핀에서 철수했지만, 이 사건은 스페인의 필리핀 경영 방식을 재고시키는 하나의 계기가 되었다. 카를로스 3세의 보루본 개혁에 의해 필리핀에 담배의 강제 재배, 특허 제도의 확립(1782)과 왕립 필리핀 회사 설립(1785) 등 플랜테이션 농업을 기반으로 한 개발형 식민지로의 전환을 목표로 한 정책이 도입되었다.
1809년에는 영국이 마닐라에 길드 사무소를 설립했다.
스페인은 필리핀을 경영할 상품 작물 재배와 광산 개발은 실패로 끝났지만 영국 해적의 출몰과 멕시코 독립 전쟁의 영향으로 인해 1815년 갤리온 무역이 폐지되면서, 19세기 초에 필리핀은 중상주의 식민지 지배로부터 자유주의 식민지 지배로 전환했다.
1834년에 마닐라가 정식으로 개항되면 자유주의 하에서 수출용 상품 작물의 재배가 진행되었다. 마닐라 삼이나 설탕, 담배 등이 미국과 영국 시장을 위해 생산되었지만, 상품 작물 재배용 토지 소유의 집중을 초래했고, 아시엔다라 불리는 대토지 소유제도가 확립되어 농민의 소작농화가 진행되었다.

### 모로 전쟁의 전개
스페인과 이슬람 세력 간의 모로 전쟁이 계속되는 가운데 홀로섬에 도읍을 둔 술루 왕국은 19세기 들어 스페인 당국과 마카오의 포르투갈 상인, 싱가포르와의 교역으로 번성하면서, 1840년대에는 미국, 영국, 프랑스와 통상 조약을 맺었다. 스페인은 술루 왕국에 대해 1848년부터 간헐적으로 공격을 진행하였고, 1876년 홀로 공략 후 1878년에 강화를 맺고, 이후 민다나오섬 공략에 착수했다. 스페인은 1880년대에는 민다나오 부아얀 왕국과의 전쟁을 격화시켰는데, 식민지 시대가 끝날 때까지도 스페인은 민다나오섬을 완전히 지배하지 못했다.

### 민족 운동의 전개

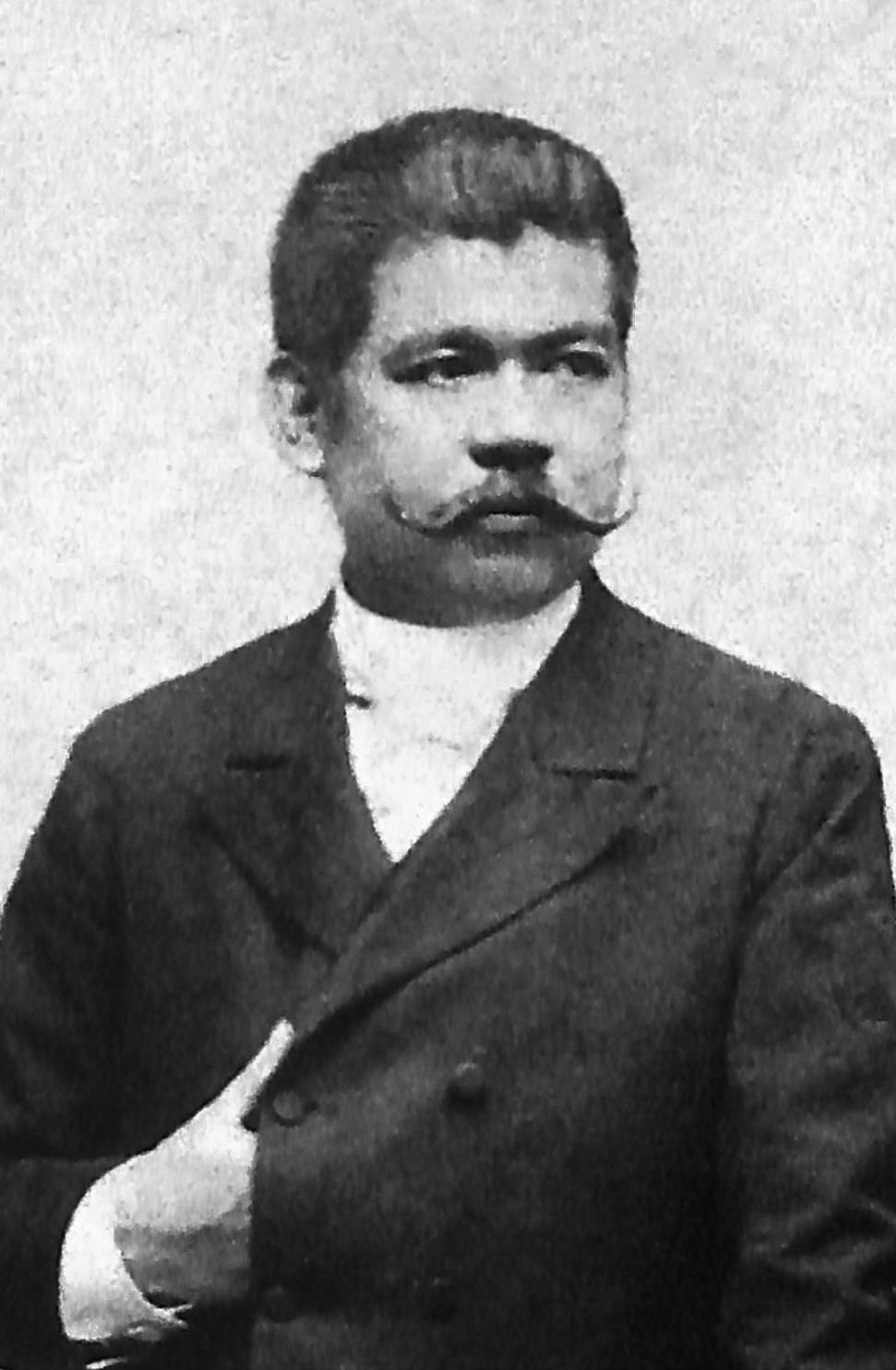
마르셀로 델 필라

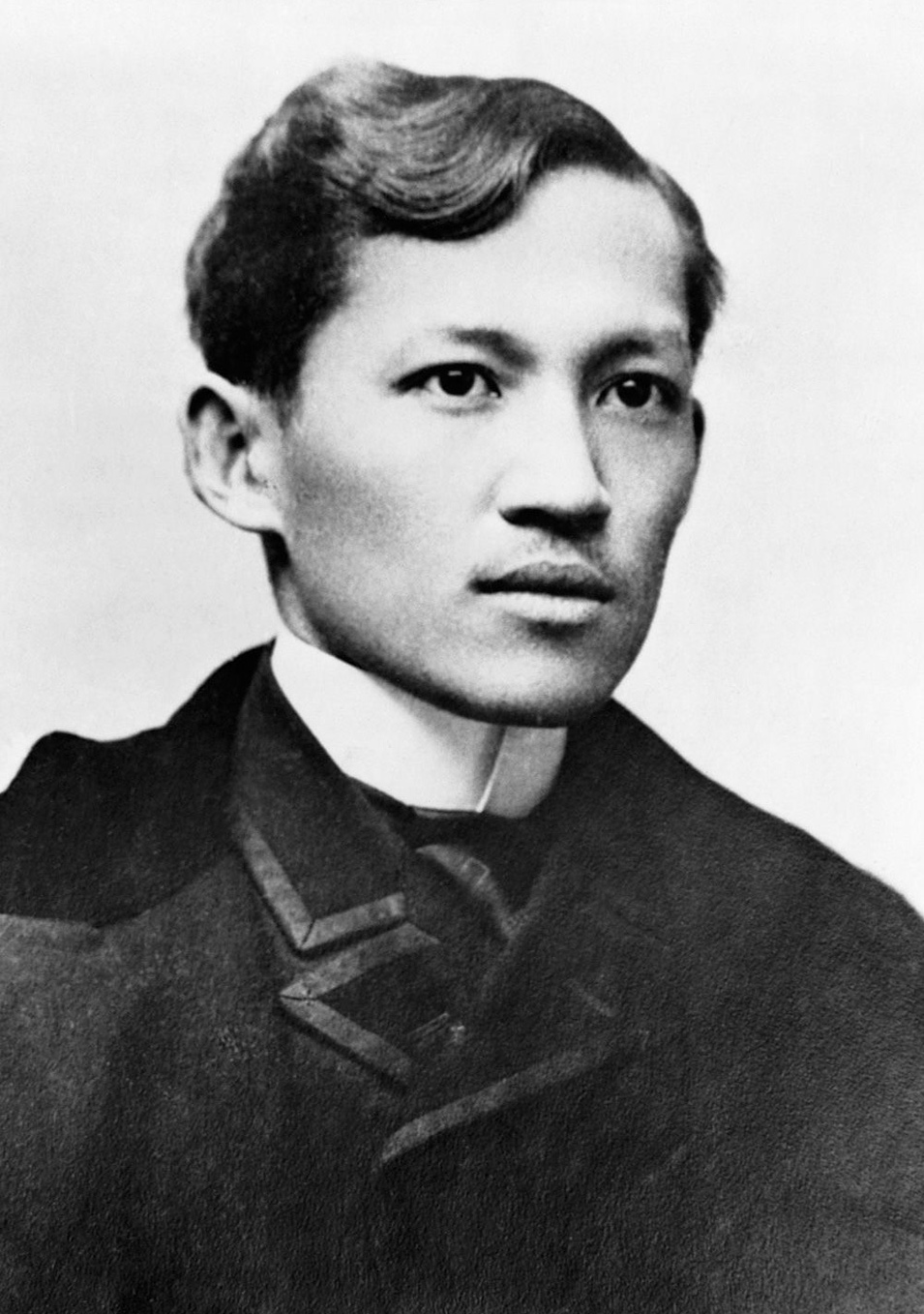
호세 리잘

무역자유화에 따른 미국과 영국과의 무역 확대는 18세기 이후의 고등교육의 확충과 함께 19세기에는 자유주의 사상이 필리핀 원주민 사이에 유입되었다. 19세기 말이 되면서, 필리핀에서 유산 계급이 성장하고, 세계 각지를 연결하는 항로가 정비된 것 등을 배경으로, 필리핀에서 스페인으로 유학하는 층이 형성되게 되었다. 이러한 경험을 통해 필리핀의 민족주의 형성의 중요성을 느낀 유학생 지식인은 점차 본국 정부에 대한 개혁 요구를 강화하여 민족 운동을 전개해 나갔다.
이러한 운동은 처음에는 필리핀인 신부에 의해 시작되었다. 1872년 1월에 발발한 카비테 반란을 계기로, 총독은 진보적인 필리핀 신부와 지식인을 탄압하였고, 스페인 당국의 필리핀 민족주의에 대한 탄압을 강화하는 사태를 초래했다. 이어 1882년에는 마르셀로 델 필라에 의해 타갈로그어의 일간지 《타갈로그 매일》이 창간되었고, 필리핀 본토와 스페인에 유학하고 있던 필리핀 유학생에 의해 ‘선전 운동’이라는 민족주의 운동이 시작되었다. 특히, 호세 리잘이 1887년 스페인에서 발표한 《놀리 미 탕그레》(Noli Me Tángere, Touch Me Not의 라틴어)은 식민지 지배하에 필리핀의 여러 문제를 심각하게 고발하는 것이었으며, 민족 운동에 영향을 미쳤다. 1888년 바르셀로나에서 필리핀 결사단체 '단결'이 결성되었다. 1892년에는 호세 리잘이  필리핀에 귀국해 라 리가 필리피나(필리핀 민족 동맹)를 결성하지만, 이내 스페인에 대한 반역죄로 체포되는 등 탄압도 강화되었다.

### 필리핀 독립 혁명

필리핀 초대 대통령, 에밀리오 아기날도

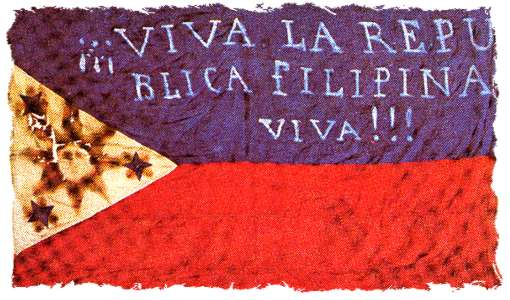
필리핀 혁명군의 깃발

1892년에 호세 리잘 체포를 계기로 안드레스 보니파시오 등에 의해 비밀 결사 단체인 카티푸난이 결성되었다. 본국 정부에 대해 급진적인 자세를 취하던 카티푸난은 1896년 무력 봉기를 결행했다. 그러나 스페인 정부는 같은 해 호세 리잘을 처형하고 본국에서 군대를 파견하여 혁명 진압을 시도했다. 한편, 혁명 세력 측은 보니파시오와 에밀리오 아기날도 사이의 주도권 다툼이 발생하는 등 혁명 운동의 통일을 기대할 수 없었다. 결국 실권을 쥔 아기날도가 보니파시오를 처형하고 스페인과의 전투에 임했지만, 혁명 세력, 스페인 모두 피폐한 가운데 1897년 12월 비아크-나-바토 화약이 맺어졌고, 아기날도는 홍콩으로 망명한다. 그러나 보니파시오의 처형에 볼 수 있듯이 혁명 세력은 굳건함은 없었기 때문에, 화약이 성립된 이후에도 각지에서 반스페인 투쟁은 계속되었다.

### 미국-스페인 전쟁
1898년 아바나에, 미국 전함 메인 호가 의문의 폭침을 당했다. 이것을 계기로 미국은 쿠바 독립 전쟁에 개입하여 미국-스페인 전쟁이 발발한다. 미국은 필리핀 독립에 전면 협력할 것을 조건으로, 홍콩에 망명해 있던 아기날도에게 미국의 전쟁에 협력하면서, 필리핀을 상륙할 때 안내를 하도록 요청하였다. 아기날도는 이를 받아들였고, 5월에 미국 함대와 함께 필리핀으로 귀국하여 독립 운동을 재개하였다. 같은 해, 1898년 6월 12일에 현 카위토의 집에서 필리핀 독립을 선언했다.(현재도 6월 12일이 독립 기념일로 지정되어 있다.) 같은 해 8월 13일 미군과 함께 마닐라에 있던 스페인 총독부를 함락시키고 스페인과의 전투를 끝냈다.

## 미국 통치 시대(1898-1946)

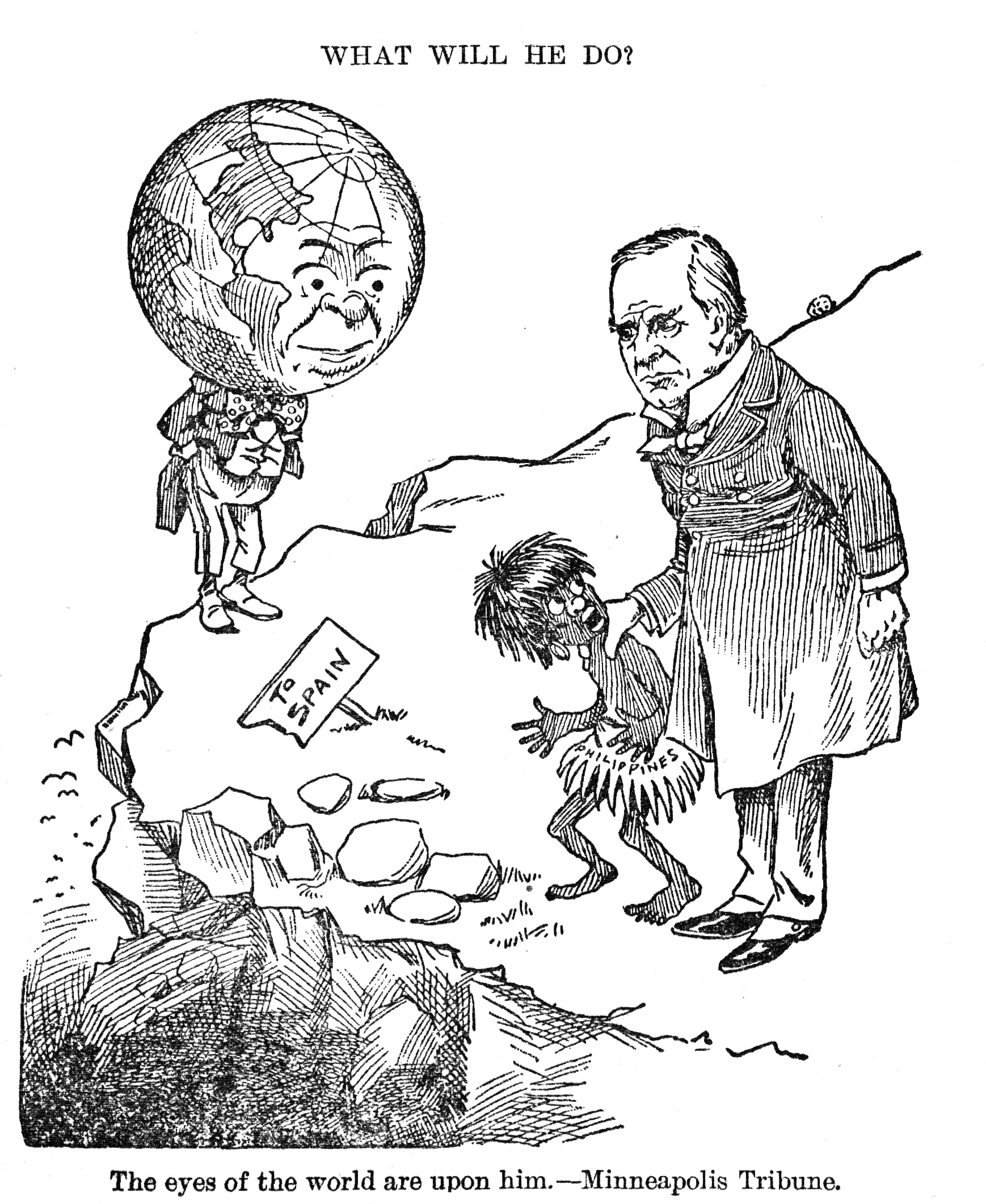
1898년 정치 풍자 만화, 미국 대통령 윌리엄 맥킨리가 원주민 아이의 목을 잡고 벼랑으로 가는 모습. 여기에서 필리핀을 스페인에게 반납하는 것을 아이를 벼랑에 던지는 것과 비교하고 있다.

### 마롤로스 의회와 파리 강화 조약
9월 15일에 불라칸주 말롤로스에서 혁명 의회를 개최했다. 그러나 쿠바, 푸에르토리코를 전격적으로 공략한 스페인은 1898년 12월 10일에 미국과 파리 강화 조약을 체결한다. 스페인은 미국 필리핀의 영유권을 약 2000만 달러에 양도를 한다. 미국 대통령 윌리엄 매킨리는 “필리핀 제도는 미국의 자유로운 깃발 아래에 두어야 한다”는 성명을 발표했지만, 아기날도를 비롯해 필리핀 국민은 일제히 거세게 항의했다.

### 미국-필리핀 전쟁

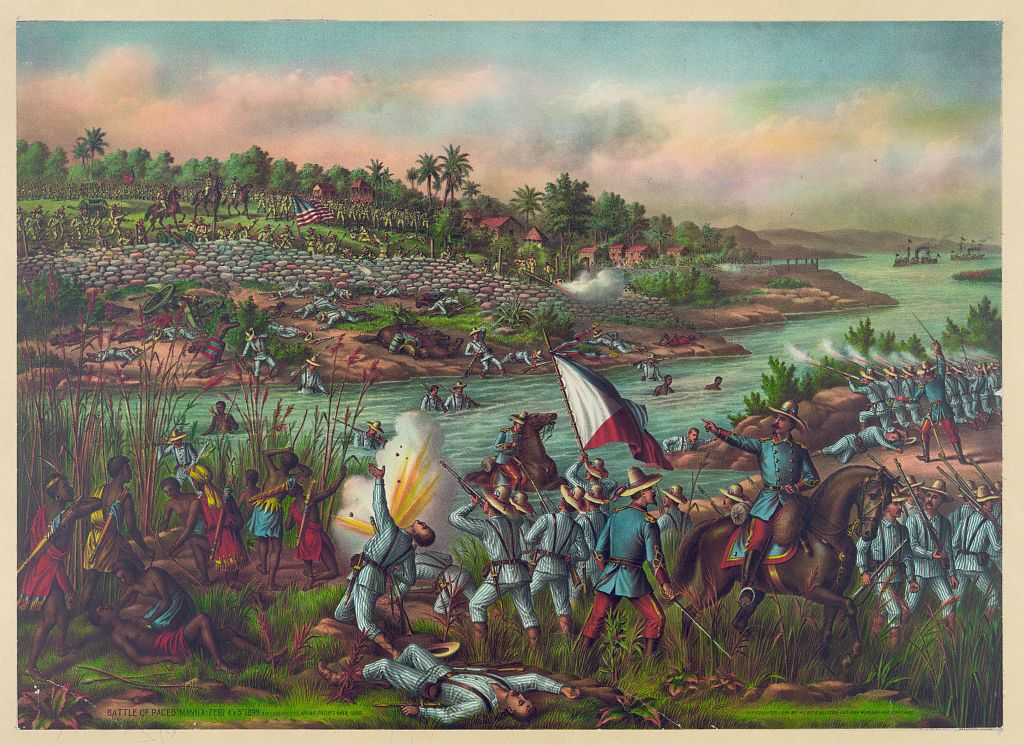
미국-필리핀 전쟁

결국 미국과의 사이에 필리핀-미국 전쟁이 발발한다. 이듬해 1899년 1월 23일에 아기날도는 마롤로스 헌법을 공포하고 필리핀 제1공화국을 수립하여, 초대 대통령에 취임했다. 1900년에는 당시의 수도 마롤로스가 함락되고, 정규군은 해산되어 게릴라전을 전개한다. 다음 해, 1901년 3월 이사벨라주 파라난에서 아기날도는 미군에 잡혔고, 미국의 주권 인정을 강제당했다. 1902년, 미군이 필리핀 주요 지역을 점령하여 미국의 식민지가 되었다. 《필라델피아 레져》지는 미국-필리핀 전쟁을 2년간 루손섬 주민의 6분의 1이 죽었다고 보도했으며, 이는 약 61만 6000명에 이른다.
미국-필리핀 전쟁에는 12만 명의 미군이 투입되었고, 4500명의 미군 전사자와 20만 명의 일반 필리핀의 사망자를 기록했다. 이후에도 혁명군을 계속 제압하여, 1901년 7월에 미군은 군정에서 민정으로 이관을 실현했다. 1902년 7월에 미국 의회가 통과시킨 〈필리핀 조직법〉을 법적 근거로 육군 장관 윌리엄 태프트의 주도 하에 필리핀 식민지화가 진행되었다.

### 가쓰라 태프트 밀약
러일전쟁에서 일본은 쓰시마 해전에서 승리를 거두었고, 러시아 군은 시어도어 루스벨트에 의한 강화 권고를 받아 들였다. 그 시기인 1905년 7월 29일 태프트는 일본을 방문하여 일본 내각의 총리 가쓰라 다로와의 회담을 통해 미국은 한국에 있어서의 일본의 지배권을 인정하고, 일본은 미국의 필리핀 지배권을 인정하는 내용의 〈가쓰라-태프트 밀약〉을 맺었다. 가쓰라 태프트 밀약은 1902년의 영일 동맹을 근거로 한 것으로, 다음의 세 가지 문제점이 확인되었다.
- 일본은 미국의 식민지 필리핀에 야심없는 것을 표현한다.
- 극동의 평화는 일본, 미국, 영국 3개국에 의한 사실상의 동맹에 의해 지켜져야 한다.
- 미국은 일본의 조선에 있어서의 지도적 지위를 인정한다.

### 필리핀 전역 평정
1907년, 〈필리핀 조직법〉에 근거하여 필리핀 의회가 선출되었다. 또한 미군은 스페인이 주권을 행사하지 못한 남부의 무슬림에 대해서도 전쟁을 계속해 1915년에는 술루 왕국과 〈카펜터-키람 협정〉(Carpenter-Kiram Agreement)을 맺고 미국의 주권을 인정시키고, 필리핀 전역을 평정했다.
1916년, 미국 의회에서 〈존스 법〉(필리핀 자치법)을 통과시켰다. 이 법에는 미래의 독립이 선언된 상하 양원의 입법권을 가진 국회의 정비와 총독 이외의 행정기구, 각료에서 필리핀화가 진행되었다. 이렇게 미국은 경제적으로는 미국-필리핀 양국 간 상호 관세 면제를 취지로 한 자유무역 체제를 확립하였다. 사탕수수와 마닐라 삼을 중심으로 한 필리핀의 수출 작물 단작화가 진행되어, 마닐라 삼 재배를 위해 다바오 주변에는 일본인 이민이 도입되었다. 또한 공교육의 확충을 통해 영어의 보급을 진행했다.

### 필리핀 연방의 성립
1934년, 민주당 프랭클린 루즈벨트 정권 하에서 미래의 독립을 인정하여 〈필리핀 독립법〉(타이딩스-맥더피 법)이 의회에서 가결되어, 10년 후 필리핀 독립을 승인하게 되었다. 1935년 5월에는 헌법이 비준되어 같은 해 9월에 선거를 통해 마누엘 케손 대통령과 미 자치령 정부(독립 준비 정부) 필리핀 연방이 시작되었다.
이 정권 하에서 미군의 더글러스 맥아더 전 참모 총장에 의해 필리핀군이 창설됐지만 운용하기에는 거리가 멀었기 때문에 1938년 2월에 일본에 대해 필리핀 중립화를 선포하였다.
한편, 친미적인 연방 성립의 그림자에서 미국 통치 하에서 단작화가 진행되었기 때문에, 1920년대부터 1930년대에 걸쳐 쪼들린 소작농이나 도시 노동자들에 의해 노동 운동의 조직화가 진행되었고, 필리핀 전국농민조합 및 노동총동맹 등의 노동조합이 만들어졌다. 1929년에는 필리핀 사회당이, 1930년에는 필리핀 공산당이 결성되었고, 양당은 인민전선 전술에 의해 1938년에 합병하여 필리핀 공산당(PKP)을 창당하였다.

## 제2차 세계대전과 일본의 점령

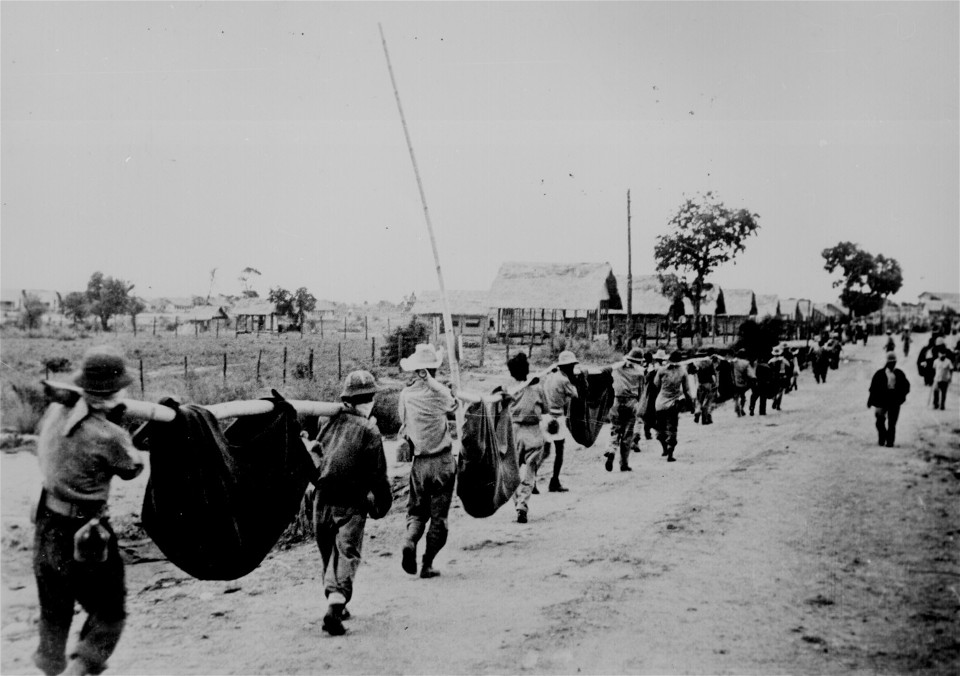
죽음의 바탄 행진에서 1만명이 사망했다.

### 일본군의 상륙
1941년 12월 8일 일본이 미국과 영국에 선전포고를 하면서 태평양 전쟁이 발발하였다. 남방 작전의 일환으로 일본군 제14군이 필리핀에 상륙하여 1942년 1월 2일에 일본군은 마닐라를 점령했다. 그 후 4월에 바탄 반도를, 5월에는 코레히도르섬의 미국-필리핀 군을 항복시키고 이듬해 5월 7일에 미국 극동 육군 전군이 항복을 선언했다.
이미 더글러스 맥아더와 함께 호주로 피신했던 마누엘 케손 대통령은 그 후 미국으로 건너가 워싱턴 D.C.에서 망명 정부를 세웠다. 일본은 기존의 통치기구를 최대한 활용하려했지만 대부분의 정치적 결정은 일본에 맡겨져 있었다.

### 미국 정부의 게릴라 부대 지원
미군 항복 후 미국은 맥아더 직속의 필리핀 미국 극동 육군은 게릴라를 조직해 일본에 대한 저항을 계속했다. 또한 1942년 3월에는 농민 운동을 모태로 루이스 타루크에 의해 후크발라합(후크단, 항일 인민군, 훗날 인민해방군)이 결성되어 중국의 인민해방군을 모범으로 한 게릴라 부대를 조직하여 농촌에 지지 세력을 넓히고 항일 운동을 전개했다. 미국 극동 육군 게릴라는 지주 지배의 타도를 내건 후크발라합을 적대시하였고 쌍방 간에 전투가 벌어졌다.
일본 군정은 항일 게릴라 토벌을 위해 린조 제도(DANAS)를 조직하였고, 1942년 말에는 기존의 정치 조직을 해산하고 새로운 신생 필리핀 봉사단(KALIBAPI)으로 재편하였다. 그러나 게릴라 운동과 경제 정책의 실패로 인해 기아가 생겨났고, 물자 조달을 위한 군표 남발로 인해 인플레이션이 일어나 식량 부족을 가속화시켰다. 식량 부족에 따라 필리핀의 궁핍화와 일본에 대한 민심 이반도 진행되었다.
발사모로에서는 일본 군정 당국은 스페인, 미국 식민지 정부의 연구 자료를 이어받아, 비기독교인 집단인 무슬림계 "모로 족"들을 기독교보다 아래로 보는 태도를 이어갔다. 또한 발사모로에서 미군의 지원을 받은 항일 게릴라를 "불령 모로"라고 하였고, 군사적 제압을 목표로 하였다.

### 필리핀 제2공화국
일본은 민심을 회복하기 위해 1943년 10월 14일, 호세 라우렐을 대통령으로 하는 필리핀 제2공화국의 독립을 인정했다. 일본은 라우렐 정권과 동맹 조약을 체결하고, 형식면에서는 일본의 군정을 끝냈다. 라우렐 대통령은 11월에 도쿄에서 개최된 대동아회의에 참석하였다.
그러나 라우렐 정권은 필리핀 민중의 광범위한 지지를 얻을 수 없었다. 또한 라우렐 정권은 전쟁에서 지주 지배의 계속을 인정했기 때문에 필리핀 친일 세력의 이반을 초래하였고, 라우렐 정권 측도 일본과의 협력을 거부하는 자세를 취했기 때문 일본은 1944년 12월 베니그노 라모스와 아르테미오 리카르테를 비롯한 필리핀 독립 운동가들에 의해 설립된 필리핀 애국연맹(마카필리)을 새로운 협력자로 내세웠다.

### 연합군의 필리핀 탈환
1944년 10월 20일, 미군은 레이테섬에 상륙하였고, 레이테 만 전투에서도 일본군에 승리를 거두었다. 1945년 1월에는 퇴각하던 일본군이 필리핀 마닐라의 민간인에게 약탈과 강간, 학살을 자행한 마닐라 대학살 사건이 발생한다. 1945년 2월 3일부터 마닐라 시가전이 시작되었고, 3월 3일 미군은 마닐라를 제압한다. 또한 루손섬 북부에 패주하는 일본군을 몰아 9월 3일에 일본군은 항복했다. 이 과정에서 많은 필리핀 시민이 휘말려 희생되었다. 일본군과 함께 싸운 마카필리는 전투로 괴멸되었다. 제2차 세계대전에 의한 필리핀의 피해자는 110만 명에 달했다.
전시 중 레이테 전투에서 미군과 함께 필리핀으로 귀환한 필리핀 자치령의 세르히오 오스메냐 대통령에게 권력이 이어져 미국 자치령 정부(연방)가 부활했다. 또한 항일 운동에서 활약한 후크발라합은 마닐라 탈환 후에는 공산당 세력을 경계했던 더글러스 맥아더의 의도에 의해 무장 해제를 강요당했다. 제2차 세계대전 후에도 철저한 박해가 계속되었고, 친미 정권이 유지되게 되었다.

## 필리핀 제3공화국(1946–1965)

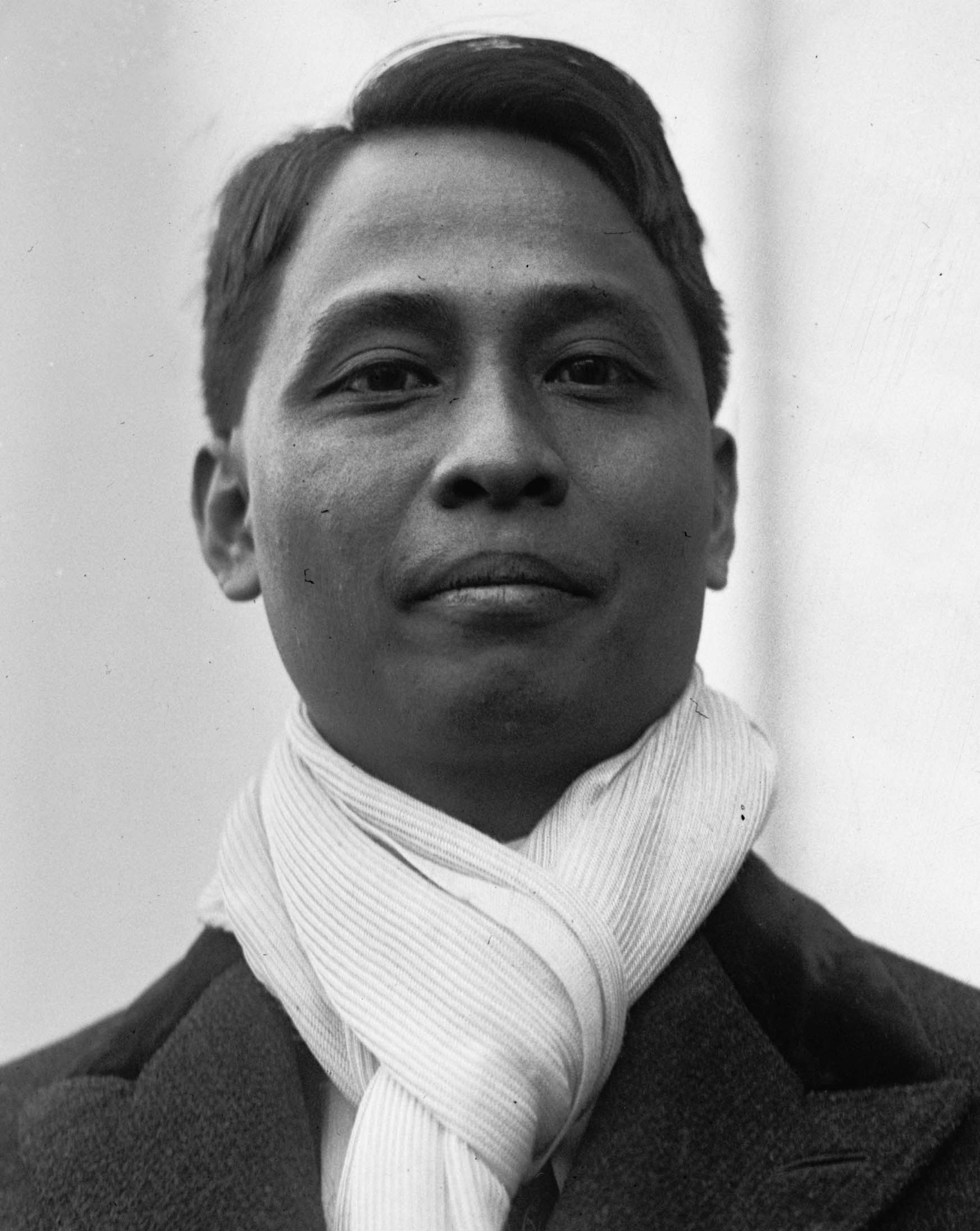
마누엘 로하스 대통령, 1946 ~ 1948

### 마누엘 로하스행정부 (1946–1948)
제2차 세계대전 후 1946년 4월 선거에서 지주를 모태로 한 국민당 노동운동과 후크발라합을 모태로 한 민주동맹과의 대일 협력자를 모태로 하는 보수파 민주당 선거를 치렀다. 이 선거에서 민주당이 승리를 거두었고, 마누엘 로하스가 새로운 대통령으로 선출되었다. 같은 해 7월 4일, 필리핀은 예전된 주권을 획득하고 제3공화국이 성립되었다. 그러나 미국 고위 판무관 폴 맥넛에 의하면 필리핀 경제는 어떤 미국 주보다 미국 시장에 심하게 종속되어 있었다. 미국으로부터 전쟁 재활 보조금을 받기 위한 선결 조건으로 통과된 〈필리핀 무역법〉은 두 나라의 경제를 더욱 더 엮음으로써 그러한 종속을 더욱 악화시켰다. 그 해 1946년에는 필리핀 항공이 민간으로 아시아 최초로 태평양 횡단 운항을 시작했다.
1947년에 서명된 필리핀 미군기지 협정은 99년간 지정된 미국 기지를 임대를 보장한다는 내용이었다. 이로 인해 냉전 구조 속에서 미국의 반공 전진 기지로 자리 매김하면서, 실질적인 독립을 달성할 수 없었다.

### 엘피디오 키리노행정부(1948–1953)
전후 공화국 정부는 철저하게 후크발라합을 적대시하였고, 1948년 3월에는 로하스 정권에 의해 후크발라합과 전국농민동맹은 불법화 단체가 되었다. 결국 루손섬에서 정부군과 지주의 사병과 후크발라합 사이에서 전투가 벌어졌다. 로하스의 사후 정권을 계승한 엘피디오 키리노 정권은 후크발라합과 평화 협상을 진행했지만 협상은 결렬됐다. 후크발라합이 수도를 공략한다는 소문이 날 정도의 큰 세력이었지만, 이에 위협을 느낀 미국은 필리핀 정부에 대한 군사 원조를 강화하였다. 라몬 막사이사이 국방 장관은 토벌 작전을 벌여 1950년 10월에는 공산 게릴라 사령탑이었던 필리핀 공산당(PKP)이 괴멸시켰고, 이듬해 1951년에는 후크발라합 자체도 거의 괴멸되었다.

### 막사이사이행정부 (1953~1957)
1953년 11월 후크발라합 토벌의 공훈을 인정받아 국민당의 막사이사이가 대통령에 당선되었다. 그 해, ABS(현재 ABS-CBN)가 텔레비전 본 방송을 시작하였다. 막사이사이 정권은 후크발라합에 대한 지지의 원천이 대토지 소유제에 있음을 간파하고, 농지 개혁을 추진했으나 1955년에 제정된 〈농지개혁법〉은 허점이 많았다. 1960년의 인구조사에서 1948년보다 소작농의 수가 증가했다. 이어 1963년에 디오스다도 마카파갈 대통령도 농지개혁법을 제정했지만, 이 개혁 법안도 실효성이 부족했고, 오히려 농촌에서의 계급 대립을 격화시키는 결과를 가져왔다.
1950년대와 1960년대는 민족주의가 고조되었고, 1966년부터 민족주의 청년동맹(KM)에 의해 문화대혁명에 영향을 받은 ‘제2차 선전 운동’이 전개되었으며, 문화와 교육의 필리핀화가 시작되었다. 1956년에는 금 배상 협정이 체결되어 균열된 국교가 회복되었다.

### 카를로스 가르시아 대통령 (1957~1961)
1957년 막사이사이 대통령이 사고사를 당하고, 카를로스 가르시아가 권력을 이었다.

### 디오스다도 마카파갈(1961~1965)
1961년, 디오스다도 마카파갈이 다시 대통령에 당선되었다. 독립기념일을 그때까지의 7월 4일에서, 6월 12일로 변경하였다.

## 마르코스정권(1965~1986)

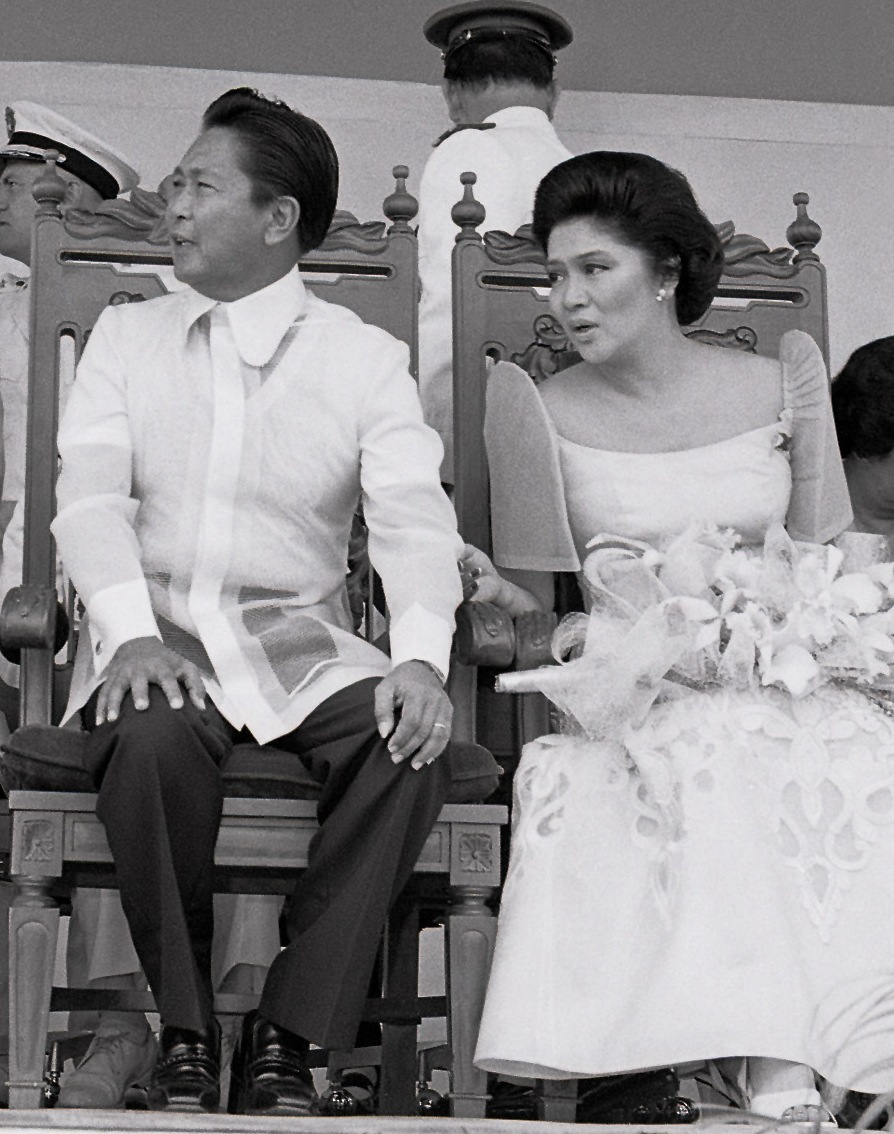
마르코스 대통령과 영부인 이멜다

1965년, 국민당 후보로 나서 대통령에 당선된 페르디난드 마르코스는 강권 정치로 필리핀을 통치했다. 1966년 ABS-CBN이 컬러 텔레비전 본 방송을 시작했다. 1968년, 마오쩌둥주의에 근거 필리핀 공산당(CPP)이 재건되었고, 이듬 해 1969년 3월에는 군사적인 부분에서 ‘신인민군’(통칭 NPA, New Peoples Army)을 결성하여 게릴라전을 시작하였다. 남부에서도 무슬림이 1970년에 ‘모로민족해방전선’을 결성해 민다나오섬에서 반란을 시작했다.
1969년, 부정 선거로 재선된 마르코스는 두 조직의 반란을 이유로 1972년에 전국에 계엄령을 선포하고 새로운 사회 건설을 내걸고 국회를 해산하고, 기존 지배층을 배제하고, 군대가 정부 기능을 장악했다. 마르코스 정권의 농지 개혁은 실효성을 가지고 자작농 생기고, 쌀 자급도 어느 정도 가능하게 되는 등의 성과가 있었다. 외국 자본의 적극적 도입을 골자로 한 경제 정책으로 1970년대를 통해 연평균 6-7%의 GNP 성장을 달성했다.
1975년, 마르코스는 중국(중화인민공화국)을 방문하여, 중국과의 국교를 수립하였다. 1976년에는 소련과 국교를 수립했다. 모로민족해방전선과도 잠정 평화 협정(트리폴리 협정)을 체결했다.

### 피플 파워 혁명
마르코스와 이멜다 마르코스를 비롯한 측근에 의한 정치의 사물화와 부패 정치가 진행되어, 대외 채무의 팽창이 재정을 핍박하는 등 점차 정권은 위기적인 양상을 띠어 왔다. 1981년 계엄령이 해제되었지만 1983년 정적이었던 전 상원 의원 베니그노 아키노가 마닐라 공항 (현재 니노이 아키노 국제공항)에서 암살되었다. 이로 인해 반체제 인사의 분노를 샀다. 이러한 국민들의 불만의 폭발하여 1986년 2월 선거를 계기로 에드사 혁명이 일어나, 마르코스 부부는 하와이로 망명하였고, 1989년에 하와이에서 사망하였다.

## 필리핀 제5공화국

### 코라손 아키노행정부 (1986~1992)
새로운 대통령에 취임한 코라손 아키노는 7번 쿠데타 미수에 휩쓸렸고, 1989년에는 군 반란 사건이 일어나 아키노 정권은 미군의 도움을 받아 쿠데타를 진압했다.
1990년에 루손섬 중부 바기오에서 대지진이 발생하여 많은 사상자가 나왔다. 1991년에는 피나투보 화산이 폭발했고 이 사건을 계기로 필리핀에서 미군 기지를 철수했다.

### 피델 라모스행정부 (1992~1998)
1992년, 대통령에 취임한 피델 라모스는 신자유주의 적인 민영화 정책과 규제완화를 철저히 했고, 경제성장률 상승을 실현시켰지만, 다른 한편으로 이 경제 성장은 고용을 확대하지 못하고 노동력 수출에만 의존하는 필리핀 경제의 성격이 유지되었다. 같은 해 미군은 철수를 완료한다.

## 같이 보기
- 필리핀 전역 (1941년~1942년)
- 아시아의 역사
- 동남아시아의 역사
- 필리핀의 대통령 목록
- 필리핀의 정치